# Кошаркашка репрезентација Бразила
Кошаркашка репрезентација Бразила представља Бразил на међународним кошаркашким такмичењима.

## Учешће на међународним такмичењима

### Америчко првенство
| Година | Позиција | Турнир                   | Домаћин                       |
| ------ | -------- | ------------------------ | ----------------------------- |
| 1980.  | 4.       | Америчко првенство 1980. | Порторико                     |
| 1984.  | 1.       | Америчко првенство 1984. | Бразил                        |
| 1988.  | 1.       | Америчко првенство 1988. | Уругвај                       |
| 1989.  | 3.       | Америчко првенство 1989. | Мексико                       |
| 1992.  | 3.       | Америчко првенство 1992. | САД                           |
| 1993.  | 4.       | Америчко првенство 1993. | Порторико                     |
| 1995.  | 3.       | Америчко првенство 1995. | Аргентина                     |
| 1997.  | 3.       | Америчко првенство 1997. | Уругвај                       |
| 1999.  | 6.       | Америчко првенство 1999. | Порторико                     |
| 2001.  | 2.       | Америчко првенство 2001. | Аргентина                     |
| 2003.  | 7.       | Америчко првенство 2003. | Порторико                     |
| 2005.  | 1.       | Америчко првенство 2005. | Доминиканска Република        |
| 2007.  | 4.       | Америчко првенство 2007. | САД                           |
| 2009.  | 1.       | Америчко првенство 2009. | Порторико                     |
| 2011.  | 2.       | Америчко првенство 2011. | Аргентина                     |
| 2013.  | 9.       | Америчко првенство 2013. | Венецуела                     |
| 2015.  | 9.       | Америчко првенство 2015. | Мексико                       |
| 2017.  | 10.      | Америчко првенство 2017. | Аргентина, Колумбија, Уругвај |

### Светска првенства
| Година | Позиција | Турнир                  | Домаћин                     |
| ------ | -------- | ----------------------- | --------------------------- |
| 1950.  | 4.       | Светско првенство 1950. | Аргентина                   |
| 1954.  | 2.       | Светско првенство 1954. | Бразил                      |
| 1959.  | 1.       | Светско првенство 1959. | Чиле                        |
| 1963.  | 1.       | Светско првенство 1963. | Бразил                      |
| 1967.  | 3.       | Светско првенство 1967. | Уругвај                     |
| 1970.  | 2.       | Светско првенство 1970. | Југославија                 |
| 1974.  | 6.       | Светско првенство 1974. | Порторико                   |
| 1978.  | 3.       | Светско првенство 1978. | Филипини                    |
| 1982.  | 8.       | Светско првенство 1982. | Колумбија                   |
| 1986.  | 4.       | Светско првенство 1986. | Шпанија                     |
| 1990.  | 5.       | Светско првенство 1990. | Аргентина                   |
| 1994.  | 11.      | Светско првенство 1994. | Канада                      |
| 1998.  | 10.      | Светско првенство 1998. | Грчка                       |
| 2002.  | 8.       | Светско првенство 2002. | САД                         |
| 2006.  | 17.      | Светско првенство 2006. | Јапан                       |
| 2010.  | 9.       | Светско првенство 2010. | Турска                      |
| 2014.  | 6.       | Светско првенство 2014. | Шпанија                     |
| 2019.  | 13.      | Светско првенство 2019. | Кина                        |
| 2023.  | 13.      | Светско првенство 2023. | Филипини, Јапан, Индонезија |

### Олимпијске игре
| Година | Позиција         | Турнир                                     | Домаћин              |
| ------ | ---------------- | ------------------------------------------ | -------------------- |
| 1936.  | 9.               | Кошарка на Летњим олимпијским играма 1936. | Немачка              |
| 1948.  | 3.               | Кошарка на Летњим олимпијским играма 1948. | Уједињено Краљевство |
| 1952.  | 6.               | Кошарка на Летњим олимпијским играма 1952. | Финска               |
| 1956.  | 6.               | Кошарка на Летњим олимпијским играма 1956. | Аустралија           |
| 1960.  | 3.               | Кошарка на Летњим олимпијским играма 1960. | Италија              |
| 1964.  | 3.               | Кошарка на Летњим олимпијским играма 1964. | Јапан                |
| 1968.  | 4.               | Кошарка на Летњим олимпијским играма 1968. | Мексико              |
| 1972.  | 7.               | Кошарка на Летњим олимпијским играма 1972. | Немачка              |
| 1976.  | Није учествовала | Кошарка на Летњим олимпијским играма 1976. | Канада               |
| 1980.  | 5.               | Кошарка на Летњим олимпијским играма 1980. | Совјетски Савез      |
| 1984.  | 9.               | Кошарка на Летњим олимпијским играма 1984. | САД                  |
| 1988.  | 5.               | Кошарка на Летњим олимпијским играма 1988. | Јужна Кореја         |
| 1992.  | 5.               | Кошарка на Летњим олимпијским играма 1992. | Шпанија              |
| 1996.  | 6.               | Кошарка на Летњим олимпијским играма 1996. | САД                  |
| 2000.  | Није учествовала | Кошарка на Летњим олимпијским играма 2000. | Аустралија           |
| 2004.  | Није учествовала | Кошарка на Летњим олимпијским играма 2004. | Грчка                |
| 2008.  | Није учествовала | Кошарка на Летњим олимпијским играма 2008. | Кина                 |
| 2012.  | 5.               | Кошарка на Летњим олимпијским играма 2012. | Уједињено Краљевство |
| 2016.  | 9.               | Кошарка на Летњим олимпијским играма 2016. | Бразил               |

## Тренутни састав
- Састав пред Светско првенство у кошарци 2014.